# 19 mars dans les chemins de fer
19 février 19 avril
Chronologies thématiques
- Croisades
- Sports
- Disney

Cette page concerne les événements qui se sont déroulés un 19 mars dans les chemins de fer.

## Événements

### XXesiècle
- 1902. Espagne : création de la Sociedad del Ferrocarril de San Sebastian a Hernani
- 1948.  Afrique-Occidentale française :   fin de la grève des cheminots du chemin de fer de Dakar au Niger commencée le 11 octobre 1947 qui permet une augmentation de 20% des salaires des cheminots[1].

### XXIesiècle
- 2006. Russie : une poutre qui était en train d'être accrochée dans un tunnel est tombé sur un métro à Moscou. Heureusement, il n'y a eu aucune victime.
- 2009. SNCF : grève.